# Сапешко, Сергей Юрьевич
Сергей Юрьевич Сапешко (род. 12 марта 1958, Хмельницкий) — советский футболист, защитник.

## Биография
Воспитанник киевского спортинтерната, тренер Владимир Фёдорович Качанов, выступал за юношескую команду «Динамо» Киев.
Начинал играть в командах второй лиги «Волна» Хмельницкий (1976—1977), «Металлист» Харьков (1978), СКА Киев (1979—1980). В 1981 году вернулся в «Металлист». В полуфинальном матче Кубок СССР 1981 года против московского «Спартака» был одним из лучших игроков, но именно его промах в серии послематчевых пенальти оказался решающим. Победитель первой лиги 1981 года, но из-за травмы мениска не играл в высшей лиге. Завершил карьеру в командах мастеров в клубах второй лиги «Подолье» Хмельницкий (1983—1985) и «Шахтёр» Павлоград (1986). В 1991 году играл в первенстве КФК за «Кристалл» Чортков.